# Umańce
Umańce (ukr. Уманці) – wieś na Ukrainie w rejonie łuckim obwodu wołyńskiego.

## Historia
Pod koniec XIX w. wieś w gminie Świniuchy, w powiecie włodzimierskim.
Do 2020 w rejonie horochowskim. 